# 神探亨特张
《神探亨特张》（英語：Beijing Blues）是一部高群书根据真人真事改编的中国剧情片，由张立宪等一众非职业演员担任主演，於2012年7月20日上映。片名源自曾于中国大陆热播的美国电视剧《神探亨特》。高群书获得第15届上海国际电影节最佳导演奖。影片获得第49届金马奖最佳剧情片、最佳摄影和最佳剪辑三个奖。

## 剧情简介
以老张为首的便衣民警们潜伏在川流不息的人群中，伺机而动，以抓捕违法犯罪人员：有用电子干扰汽车车锁盗取财物的、还有用残疾人作诱饵碰瓷的、还有招摇撞骗的算命先生......。老张的英勇事蹟还上了北京电视台的纪录片。多年的打拼，使老张的身体也出现了问题，他罹患了哮喘和高血压，但是为了抓贼，他努力地克服自己的困难。老張总有一个不离不弃的尾随者，原来是老张在抓捕一个小偷时，导致那个贼被车撞殘廢了，尾随者就是那個贼的弟弟，最後老张給了他一笔赔偿金。

## 演员表
| 演員     | 角色                                           | 戲外身份             |
| 张立宪   | 北京海淀区分局双榆树派出所的一名便衣民警张慧领 | 作家                 |
| 周云蓬   | 贼王                                           | 歌手，作家           |
| 王小山   | 小偷A                                          | 作家                 |
| 陈政阳   | 小陈                                           | 石家庄第十中学学生   |
| 白燕升   | 碰瓷团伙头目                                   |                      |
| 票爷     | 碰瓷女                                         | 作家                 |
| 赵明义   | 碰瓷团伙司机                                   | 黑豹乐队鼓手         |
| 孔二狗   | 偷窥男                                         | 作家                 |
| 陈晓卿   | 公车便衣警察                                   | 纪录片导演，美食作家 |
| 史航     | 街头大仙骗子                                   | 编剧                 |
| 徐大蚊子 | 神探妻                                         | 制片人               |

## 创作
真人便衣民警曾在七年的时间里抓获了1600多名违法犯罪嫌疑人，被誉为“反扒神探”。目前张惠领还从事着便衣警察职务。
本片是高群书的“1930—2030”百年20部小人物系列电影中的第一部。演员集结了张立宪、孔二狗、王小山、作业本、宁财神、鹦鹉史航、张发财等一大批微博红人。导演称拍摄本片是为了让观众敢于直面阴暗面，展示更多的正能量。
影片在张惠领所执勤的北京双榆树地区实景拍摄。

## 评价
这部现实主义写实作品获得了多數的正面评价。

## 奖项
【註：粗體字為獲獎】

第49届金马奖
- 最佳剧情片
- 最佳剪辑：杨红雨
- 最佳攝影：鄔迪
- 最佳导演：高群書
- 最佳原著剧本：代雁/高群书

第15届上海国际电影节
- 金爵奖最佳导演

第20届北京大学生电影节
- 评委会大奖

第13屆華語電影傳媒大獎
- 最佳導演：高群書